# Бэрстоу, Эдуард
Эдуард Катберт Бэрстоу (англ. Edward Cuthbert Bairstow; 22 августа 1874 — 1 мая 1946) — британский органист, композитор и музыковед.
Учился игре на органе в Бейлиол-колледже Оксфордского университета, затем совершенствовал своё мастерство под руководством органистов Вестминстерского аббатства Фредерика Бриджа и Уолтера Олкока. Получил в Даремском университете степень бакалавра (1894), а затем и доктора музыки (1901), с 1929 г. профессор этого университета. Среди учеников Бэрстоу разного времени — в частности, Элси Саддаби и Фрэнсис Джексон. Служил органистом в соборах Лондона, Уигана и Лидса, а с 1913 г. и до конца жизни занимал пост титулярного органиста Йоркского собора.
Бэрстоу написал значительное количество церковных гимнов и кантат, а также ряд произведений для органа. Ему принадлежат также учебник контрапункта и гармонии (1937, переиздания 1945, 2007) и монография «Эволюция музыкальной формы» (англ. The Evolution of Musical Form; 1943).